# ブルククンシュタット
ブルククンシュタット (ドイツ語: Burgkunstadt, ドイツ語発音: [bʊrkˈkʊnʃtat]) は、ドイツバイエルン州、マイン川上流のリヒテンフェルス郡（オーバーフランケン行政管区）に属する市。

## 地理

### 自治体の構成
本市は、公式には19の地区 (Ort) からなる。このうち小集落や孤立農場などを除く集落を以下に列記する。
| - ブルククンシュタット - エプネート - ゲルテンロート - ハインヴァイアー - キルヒライン - マインクライン | - マインロート - ノイゼス・アム・マイン - タイザウ - ヴァイトニッツ - ヴィルデンロート |

## 歴史
この街が初めて言及されるのは、830年のフルダ修道院への寄進の中で、"Chunostat"として記載されている。ブルククンシュタットは、その名前に人名の"Kuono"あるいは"Kuno"を含み、従って「"Kuno"の故地」を意味している。発掘結果もこの街が遅くとも800年頃には起源があったことを示している。ブルククンシュタットは、1250年頃にはすでに、市場権や都市権を備えていた可能性がある。この街は何世紀もの間、市壁を持つ田舎町として形成されてきた。1888年、最初の靴工場ができると、それから徐々にこの街はバイエルン地方の靴産業の中心地となっていった。フリードリヒ・バウアー配送業者の設立は、近代的な工業都市へのさらなるステップとなった。1971年にヴァイトニッツ、1972年にはノイゼス・アム・マイン、1975年にはエプネトがブルククンシュタットの市区として編入された。さらに1977年には市町村再編で、ゲルテンロート、キルヒライン、タイザウおよびマインロートがブルククンシュタットに合併した。

## 行政

### 市議会
ブルククンシュタットの市議会は、市長を含む21議席からなる。

### 市長
市長は、クリスティーネ・フリース (Christine Frieß) である。

### 紋章
紋章は1350年から用いられている。青地に、狭間胸壁のある銀色の壁、開いた門と赤い屋根の銀色の塔があり、その両側に赤い屋根の建物。

### 友好都市
- エーレンフリーダースドルフ（ザクセン州、ドイツ）

## 文化と見所

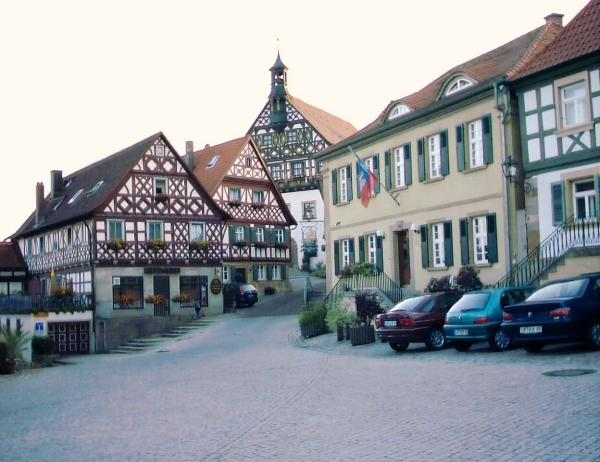
市役所と靴屋博物館

### 博物館
- ドイツ靴屋博物館

## 経済と社会基盤

### 地元企業
- BAUR Versand GmbH & Co. KG ：配送業
- Bildagentur - online ：印刷、宣伝、出版およびメディア
- Karl Eugen Fischer GmbH ：機械製造
- OFM Communications GmbH & Co. KG ：通信
- Töpferei Georg Krosch ：製陶業
- Kohles Immobilien ：不動産業

## 人物
- シュロモ・ドーフ・ゴイタイン（1900年 - 1985年）東洋学者

## 引用
1. ↑  https://www.statistikdaten.bayern.de/genesis/online?operation=result&code=12411-003r&leerzeilen=false&language=de Genesis-Online-Datenbank des Bayerischen Landesamtes für Statistik Tabelle 12411-003r Fortschreibung des Bevölkerungsstandes: Gemeinden, Stichtag (Einwohnerzahlen auf Grundlage des Zensus 2011)
2. ↑  Max Mangold, ed (2005). Duden, Aussprachewörterbuch (6 ed.). Dudenverl. p. 224. ISBN 978-3-411-04066-7
3. ↑  Bayerische Landesbibliothek Online